# Степные растения
Степные растения — растения, которые развиваются в степях и входят в состав степной растительности. Степную растительность составляют преимущественно травянистые растения.
Поскольку степи носят очень различный характер, растения, растущие в степях, также очень разнообразны. Относительно многих растений нет единого мнения, следует ли их называть степными.
В целом степные растения отличаются, например, от лесных, способностью переносить зной и засуху. Окраска их обычно серовато- или сизо-зелёная, листья мелкие, с толстой кутикулой. У многих степных злаков листья обладают способностью скручиваться в сухую погоду, что служит им защитой от чрезмерного испарения.
Среди степных растений выделяют растения, обладающие хозяйственным значением. В первую очередь это кормовые растения, произрастающие в степях и формирующие степные пастбища. Другими важными для человека степными растениями являются медоносные и лекарственные травы.
Среди значимых степных растений заслуживают особого внимания злаки и бобовые, но и среди других, объединяемых понятием разнотравье, также встречаются ценные виды.